# Mariano Caporale
Mariano Carlos Caporale (Buenos Aires, Argentina; 11 de enero de 1985) es un exfutbolista argentino. Jugaba como defensa y tras su paso por Defensa y Justicia, el fútbol mexicano, colombiano e israelí entre otros , recaló en Los Andes de Lomas de Zámora, donde luego de 2 años puso fin a su carrera, a sus 29 años de edad.
Ni bien se retiró del fútbol finalizó la carrera de abogacía en la Universidad de Buenos Aires. Paralelamente siguió vinculado al fútbol, desempeñándose como agente/intermediario de jugadores, así como asesor jurídico de clubes y de otros empresarios del fútbol.

## Trayectoria
Mariano Carlos Caporale debutó como jugador profesional en 2000 con el Argentinos Juniors y posteriormente estuvo con el Club de Fútbol Monterrey de México, el Abahani Chitagong de Bangladés, Defensa y Justicia de Argentina, el Atlético Bucaramanga de Colombia y el club Maccabi Netanya de Israel. 

## Clubes
| Club                     | País      | Año           |
| ------------------------ | --------- | ------------- |
| Argentinos Juniors       | Argentina | 2000-2005     |
| Club de Fútbol Monterrey | México    | 2006          |
| Abahani Chitagong        | Bangladés | 2007-2008     |
| Defensa y Justicia       | Argentina | 2009          |
| Atlético Bucaramanga     | Colombia  | 2009-2010     |
| Maccabi Netanya          | Israel    | 2010-2011     |
| Atlético Bucaramanga     | Colombia  | 2012          |
| Los Andes                | Argentina | 2012-presente |